# Trichoepalpus emarginatus
Trichoepalpus emarginatus là một loài ruồi trong họ Tachinidae.